# Rue Pige-au-Croly
La rue Pige-au-Croly est un des plus vieux chemins de Charleroi. Elle commence à la rue de la Broucheterre et aboutit à la rue Mondron, sur la section de Lodelinsart.

## Toponymie
Un pige est étymologiquement un chemin empierré. Du wallon pidje, qui vient du bas latin pirgus et remonte au latin petricum, chemin empierré

Un croli est un bourbier. Le bourbier en question était situé à l'endroit où le chemin traversait à gué le ruisseau de Lodelinsart ou Ri du Sart en wallon.

## Histoire
La rue Pige-au-Croly est un des plus vieux chemins de Charleroi, cité sous le nom de Piege de Crollis du Sart dans les Chartes et droitures du village de Charnoy en 1443.

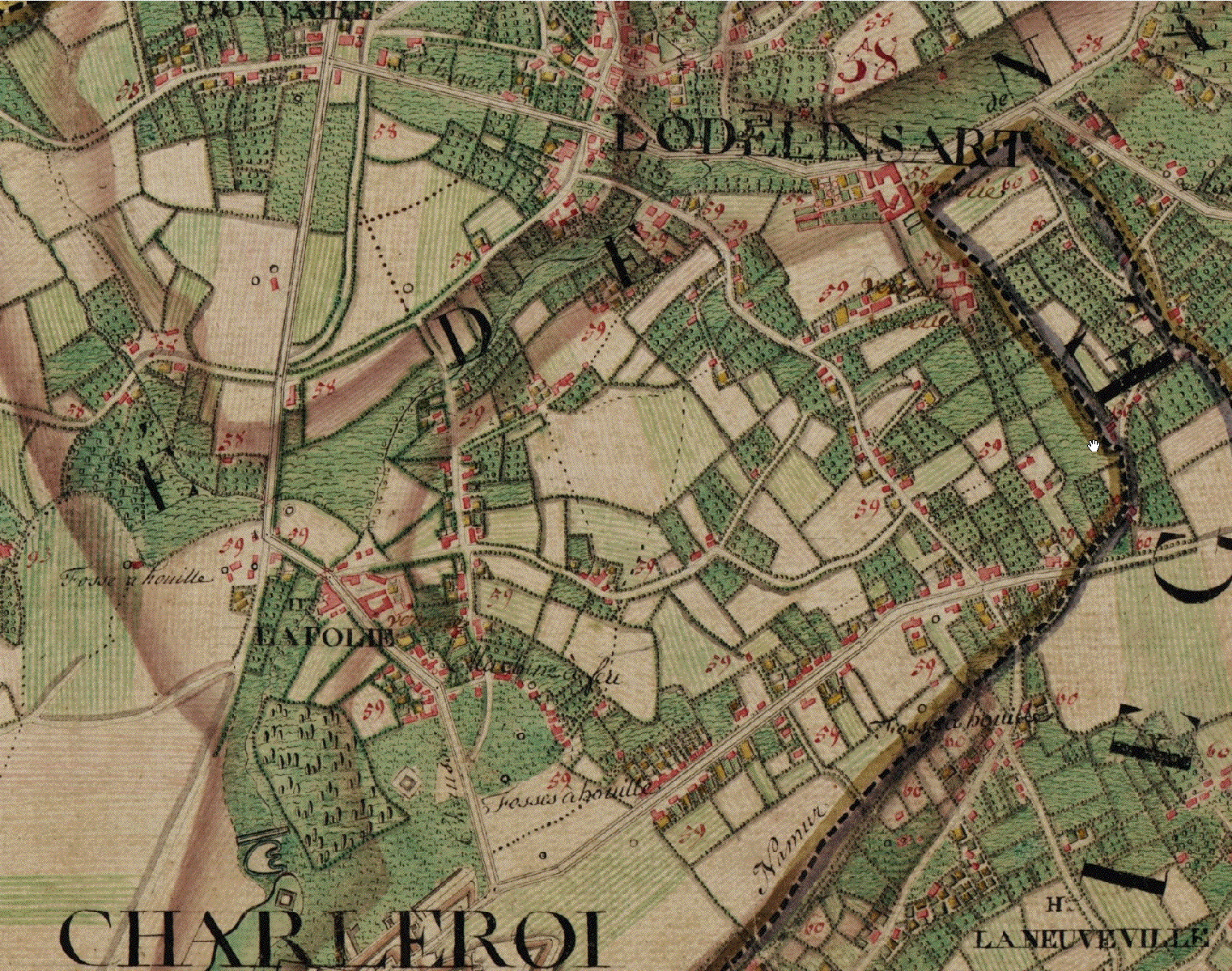
Carte dressée vers 1775 par Joseph de Ferraris. La rue va de l'endroit marqué Machine à feu vers le Nord, traverse le ruisseau et aboutit au chemin perpendiculaire sur Lodelinsart.
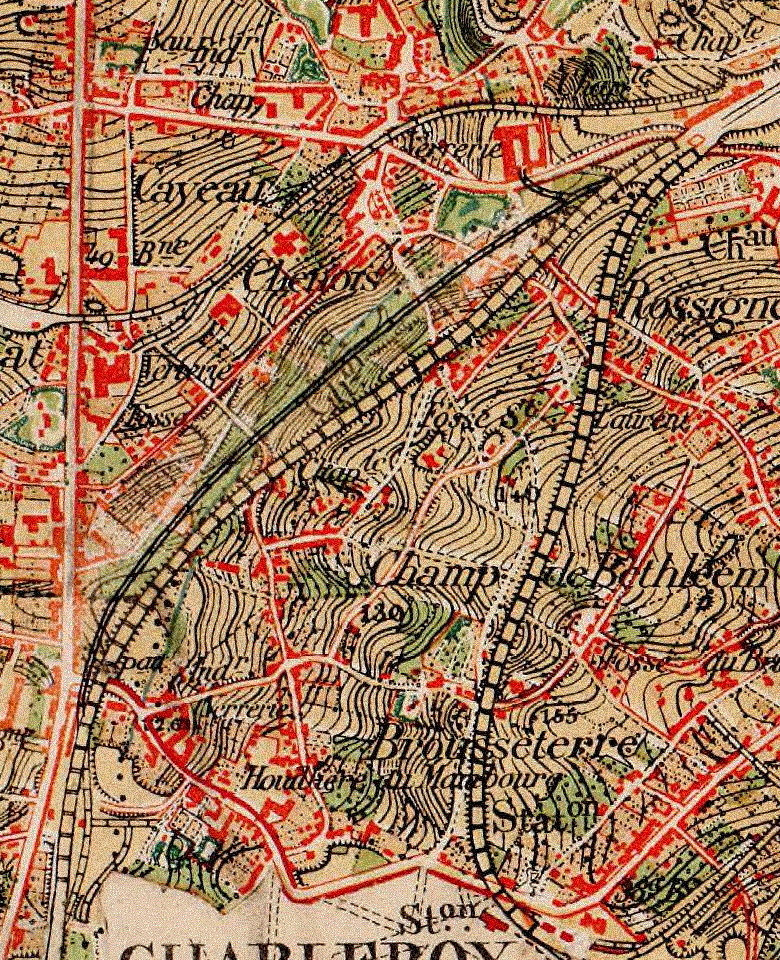
Le quartier et la rue en 1873.
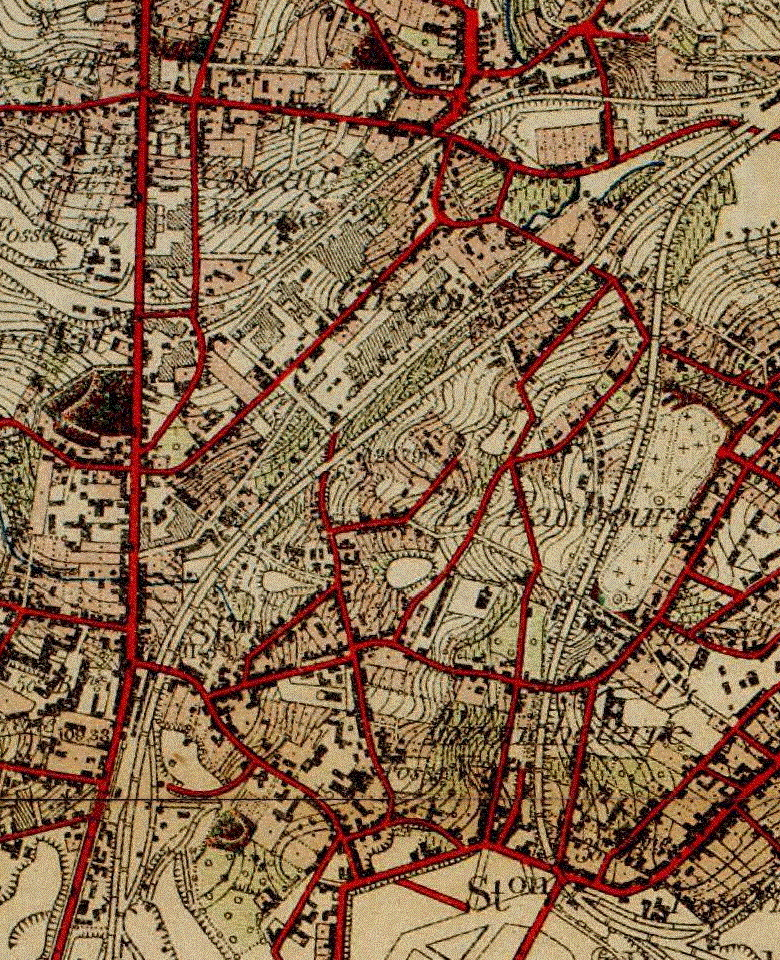
Le même endroit au début du XXe siècle.

## Immeubles

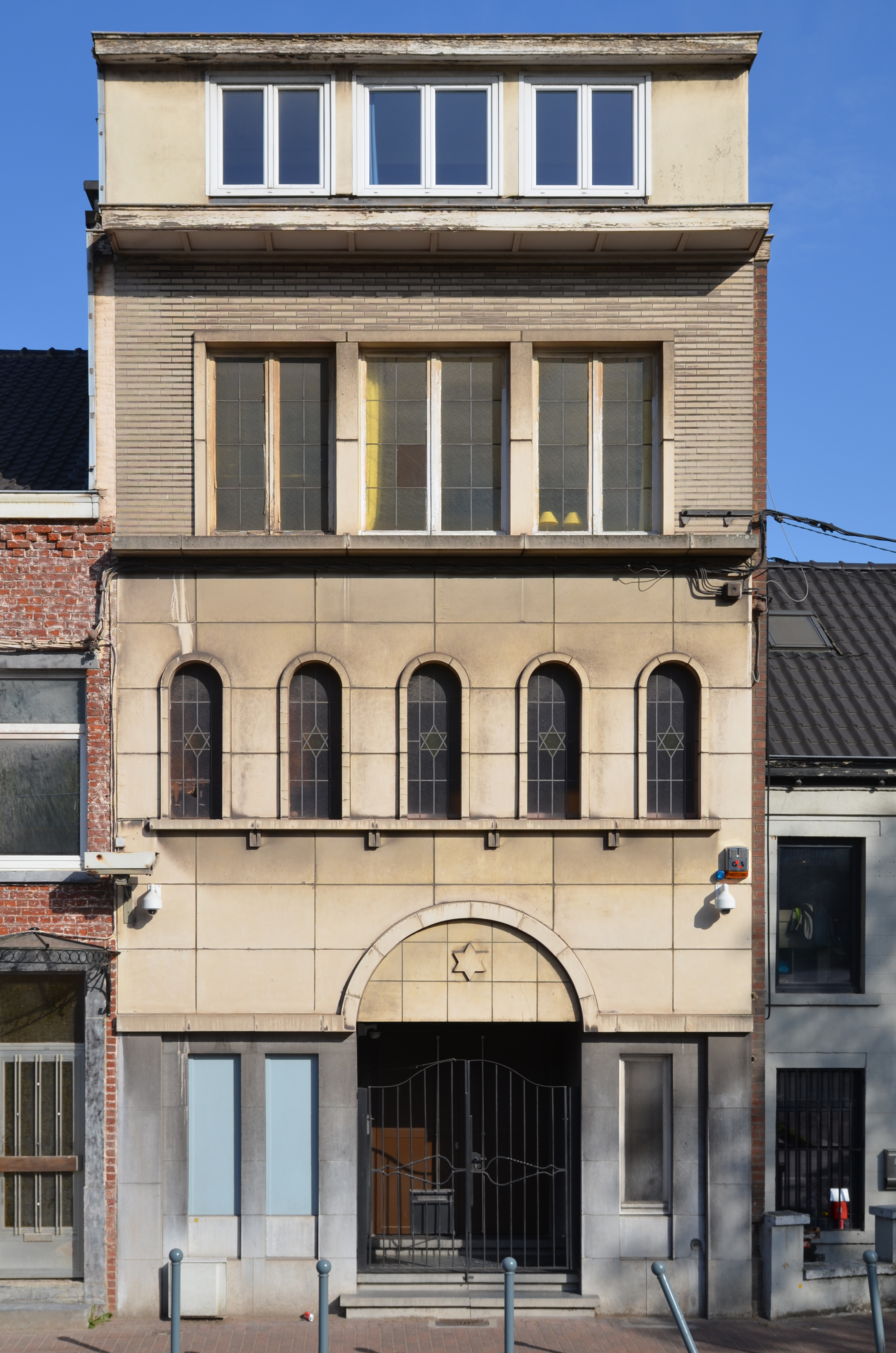
Synagogue et musée des Justes de Charleroi, rue Pige-au-Croly n°56
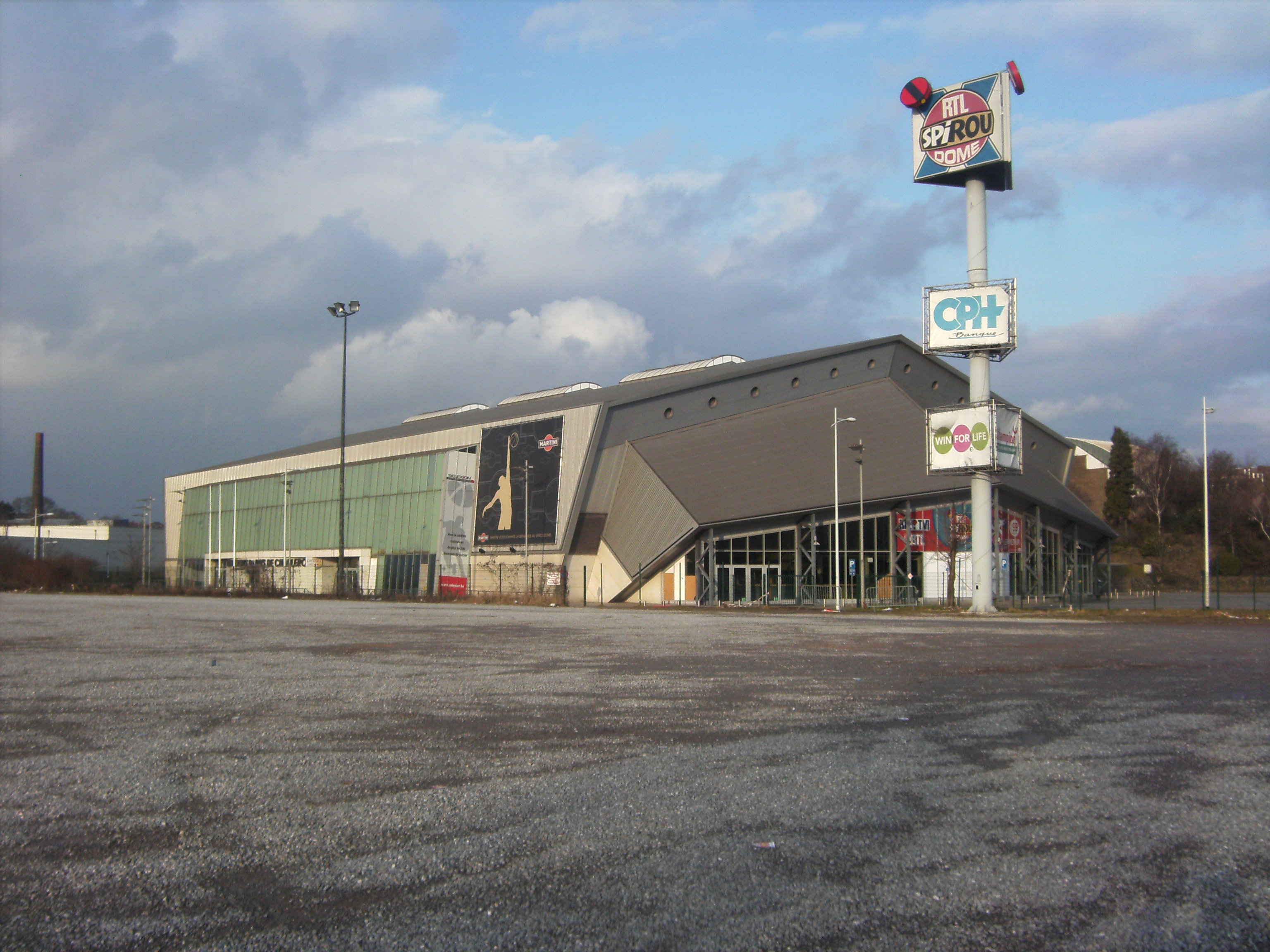
Spiroudôme ou Palais des sports du Pays de Charleroi, rue Pige-au-Croly